# Julian Jarrold
Julian Edward Peter Jarrold (Norwich, 15 maggio 1960) è un regista britannico, che lavora in campo cinematografico e televisivo.

## Biografia
Figlio del presidente del John Jarrold Printing Museum, proviene dalla famiglia che nel 1823 fondò i magazzini Jarrolds. 
Inizia la carriera da regista, dirigendo prevalentemente per la televisione, nel 1993 ha diretto il film TV Insieme per Gemma, mentre nel 1999 ha diretto Great Expectations, adattamento per il piccolo schermo di Grandi speranze di Charles Dickens.
Per il cinema dirige la commedia Kinky Boots - Decisamente diversi, con Joel Edgerton e Chiwetel Ejiofor. Nel 2007 dirige Anne Hathaway in Becoming Jane - Il ritratto di una donna contro, in cui, in maniera romanzata, ripercorre la vita della scrittrice Jane Austen. Nel 2008 dirige Ritorno a Brideshead, adattamento cinematografico dell'omonimo romanzo di Evelyn Waugh.
Nel 2009 ha diretto Red Riding 1974, adattamento per il piccolo schermo del romanzo di David Peace 1974 e nel 2012 The Girl - La diva di Hitchcock, film per la televisione sul rapporto tra Alfred Hitchcock e Tippi Hedren. Nel 2015 dirige il film Una notte con la regina (A Royal Night Out).

## Filmografia (parziale)

### Cinema
- Some Kind of Life (1995)
- Kinky Boots - Decisamente diversi (2005)
- Becoming Jane - Il ritratto di una donna contro (2007)
- Ritorno a Brideshead (2008)
- Una notte con la regina (2015)
- Sulphur and White (2020)

### Televisione
- Coronation Street – serial TV, 24 puntate (1991-1992)
- Red Riding: 1974 – film TV (2009)
- The Girl - La diva di Hitchcock (The Girl) – film TV (2012)
- Testimone d'accusa (The Witness for the Prosecution) – miniserie TV, 2 puntate (2016)
- The Crown – serie TV, 4 episodi (2016-2020)
- This England – miniserie TV, 6 puntate (2022)
- The Good Mothers – serie TV, 3 episodi (2023)
- A Very Royal Scandal – miniserie TV, 3 puntate (2024)